# Џанкшон (Илиноис)
Џанкшон (енгл. Junction) град је у америчкој савезној држави Илиноис.

## Демографија
По попису из 2010. године број становника је 129, што је 10 (-7,2%) становника мање него 2000. године.
| Група             | 2000.       | 2010.       |
| Белци             | 130 (93,5%) | 125 (96,9%) |
| Афроамериканци    | 0 (0,0%)    | 0 (0,0%)    |
| Азијати           | 1 (0,7%)    | 0 (0,0%)    |
| Хиспаноамериканци | 4 (2,9%)    | 4 (3,1%)    |
| Укупно            | 139         | 129         |